# Ultravysokomolekulární polyethylen
Ultravysokomolekulární polyethylen (zkratka UHMWPE nebo PE‑UHMW) je typ lineárního polyethylenu s extrémně dlouhými polymerními řetězci (typicky 3–6 milionů g/mol), který vyniká vysokou houževnatostí, odolností proti opotřebení, biokompatibilitou a velmi nízkým koeficientem tření. Díky těmto vlastnostem se hojně využívá v technických i medicínských aplikacích.

## Výroba
Kvůli extrémní viskozitě UHMWPE nelze materiál zpracovávat běžnými metodami jako je vstřikování nebo extruze. Používá se sintrace, lisování nebo gelové spřádání (gel spinning), které vede k vláknům s vysokou molekulární orientací. Taková vlákna dosahují pevnosti v kluzu až 2,4 GPa při hustotě 0,97 g/cm³.

## Aplikace
V průmyslu se UHMWPE používá například k výrobě ložisek, vodicích lišt, ozubených kol, výstelek skluzových ploch nebo potravinářských dopravníků, kde se uplatňuje jeho chemická inertnost a odolnost proti oděru.
V lékařství je nejznámější využití v ortopedii – zejména při výrobě kyčelních a kolenních náhrad. Moderní vysoce zesíťované formy (HXLPE) stabilizované vitamínem E (VEPE) jsou méně náchylné k opotřebení a mají vyšší biokompatibilitu.
UHMWPE se vyrábí také ve formě vláken (například pod značkami Dyneema a Spectra), která mají mimořádně vysoký poměr pevnosti k hmotnosti. Používají se v neprůstřelných vestách, horolezeckém vybavení, jachtařských lanech i v kosmických aplikacích.

## Trendy
Moderní výzkum se zaměřuje na kompozity UHMWPE s nanomateriály (uhlíkové nanotrubičky, grafen, nanodiamanty), které zvyšují pevnost a odolnost proti opotřebení a zlepšují biologické vlastnosti. Zároveň se testují ultratenké membrány o tloušťce 20–100 nm pro použití v biosenzorech a mikrofiltraci.

## Ekologie
Výrobci často tvrdí, že díky dlouhé životnosti a recyklovatelnosti má UHMWPE nízký environmentální dopad, nezávislé LCA studie ovšem obvykle neexistují.

## Ekonomika
V roce 2024 měl světový trh s UHMWPE hodnotu přibližně 2,12 miliardy USD, nadále se očekává stabilní růst přes 11% ročně na téměř 5 miliard v roce 2032, zejména díky rostoucí poptávce v Asii.